# Ofensiva de Liubán
La batalla de Liubán, operación ofensiva de Liubán o bien la batalla del Vóljov (en ruso: банская наступательная операция; en alemán: Schlacht am Wolchow), fue una operación militar en enero de 1942 llevada a cabo por el Ejército Rojo al este de la sitiada ciudad de Leningrado durante la Segunda Guerra Mundial. Ejecutada por los frentes Vóljov y Leningrado con el objetivo de aliviar el sitio de Leningrado y rodear y destruir a las fuerzas alemanas que cercaban la ciudad.
La ofensiva no usó tanques debido al difícil terreno, por lo que dependió enteramente de la infantería y la artillería. Las fuerzas soviéticas atacantes se encontraron bajo un intenso fuego desde las posiciones defensivas alemanas, y el Ejército Rojo carecía del apoyo de artillería adecuado contra las líneas alemanas. La ofensiva se estancó y los soviéticos pasaron a la defensiva. El mariscal de campo Georg von Küchler contraatacó con una operación llamada «Bestia salvaje» (Operación Raubtier) y el 2.º Ejército de Choque soviético fue aislado y rodeado. Fue destruido en junio de 1942 y su comandante Andréi Vlásov hecho prisionero.

## Antecedentes
El 21 de julio de 1941, Adolf Hitler visitó en Letonia el cuartel general del mariscal de campo Wilhelm von Leeb, comandante del Grupo de Ejércitos Norte, y le ordenó que Leningrado fuera rápidamente destruida. A fines de julio, Leeb se dispuso a rodear la ciudad con los refuerzos del VIII Cuerpo Aéreo. Su plan era rebasar por el flanco la línea Luga, un sistema de fortificaciones soviéticas a lo largo del río Luga y conectar con los finlandeses al este de la ciudad.
La ofensiva alemana comenzó el 8 de agosto. El día 13 la Wehrmacht capturó la ciudad de Nóvgorod y así cortó la carretera principal entre Leningrado y Moscú. Tras rebasar la línea Luga por el sur, los defensores soviéticos debieron retirarse hacia Leningrado. Casi al mismo tiempo, los finlandeses comenzaron la invasión desde el norte y reconquistaron el istmo de Carelia en agosto de 1941. El 25 de agosto los alemanes capturaron Chúdovo, en la principal línea de ferrocarril entre Moscú y Leningrado, y cinco días más tarde tomaron el importante nudo ferroviario de Mga. El 7 de septiembre ocuparon las estratégicas alturas de Siniávino y al día siguiente la 20.ª División Motorizada ocupó Shlisselburg, en la esquina sureste del lago Ládoga, a treinta y siete kilómetros al este de la ciudad, completándose así el cerco de la ciudad. El Oberkommando der Wehrmacht —abreviado como OKW— anunció en un comunicado que «el anillo de hierro alrededor de Leningrado ha sido cerrado».
El 6 de septiembre de 1941 Hitler emitió la directiva del Führer N.º 35, en la que ordenaba que tres cuerpos motorizados y el VIII Cuerpo aéreo se pusieran bajo el control del Grupo de Ejércitos Centro para participar en la operación Tifón. Con sus dos divisiones panzer y dos divisiones motorizadas restantes, el Grupo de Ejércitos Norte fue incapaz de hacer progresos en los ataques terrestres. En su lugar comenzaron a bombardear la ciudad con artillería pesada y ataques de la Luftwaffe. El día 12 las bombas alemanas destruyeron el principal almacén de alimentos de la ciudad, hecho que marcaría el comienzo de dos años de hambruna y sufrimiento.Durante el invierno boreal de 1941 y 1942 la ciudad fue parcialmente abastecida por el «Camino de la Vida», a través del congelado lago Ládoga, lo que permitió a los defensores seguir resistiendo.

## Situación del frente antes de la ofensiva

### Preparativos soviéticos
En diciembre de 1941, después de las importantes victorias en las batallas de Moscú y de Tijvin, la situación militar había mejorado para la Unión Soviética, razón por la cual la Stavka decidió expandir sus operaciones en dichas zonas, hasta finalmente convertirlas en una ofensiva general que debía comprender, prácticamente, todo el frente de combate germano-soviético. El objetivo principal era desgastar lo máximo posible la capacidad de combate de la Wehrmacht antes de que llegara el buen tiempo y los alemanes reanudaran sus operaciones ofensivas.
Los objetivos fijados por la Stavka, en una orden fechada el 10 de enero de 1942, para su campaña de invierno eran la captura de Smolesnk y la destrucción del Grupo de Ejércitos Centro, liberar la importante región industrial del Donbás en Ucrania, recapturar la península de Crimea y levantar el sitio de Sebastopol y finalmente derrotar al Grupo de Ejércitos Norte para así levantar el asedio de Leningrado. Estos objetivos eran enormemente ambicioso y no se correspondían con la límitada capacidad militar del Ejército Rojo, muy debilitado tras varios meses de continuas derrotas.
El 17 de diciembre, la Stavka ordenó al Frente de Leningrado al mando del teniente general Mijaíl Jozin, al Frente del Vóljov del general del ejército Kiril Meretskov y el flanco norte del Frente del Noroeste de Pável Kurochkin, que realizaran los preparativos necesarios para la ejecución de la «ofensiva de Leningrado-Vóljov», el plan de ataque final requería tres ataques concéntricos. Los frentes de Leningrado y del Vóljov atacarían desde el este para destruir las fuerzas alemanas desplegadas en la zona de Mga, Tosno, Liubán y en el corredor de Schlüsselburg, mediante un ataque en dirección suroeste desde Leningrado y en dirección noroeste desde el río Vóljov. Más al sur el Frente del Noroeste debía atacar en dirección oeste para ocupar las ciudades de Demiansk y Stáraya Rusa y después explotar el éxito avanzando hacia Soltí y Dno para así cortar la retirada de las tropas enemigas desplegadas en Nóvgorov y Luga. Puesto que el frente del Vóljov de Meretskov era el que debía llevar a cabo el mayor esfuerzo en la próxima ofensiva, la Stavka le proporcionó importantes refuerzos tanto en efectivos como en material.

### Preparativos alemanes
A principios de enero de 1942, la Wehrmacht, comenzó a sufrir fuertes contraataques del Ejército Rojo que amenazaban con destruir importantes formaciones alemanas. Por esta razón, Hitler y el OKH ordenaron a sus tropas en la Unión Soviética: resistir en sus posiciones actuales, descansar y reorganizarse, formar nuevas reservas operacionales y estratégicas y en general prepararse par iniciar nuevas acciones ofensivas cuando el tiempo lo permitiera. Para dar cumplimiento a dichas órdenes Hitler emitió la Directiva n.º 39 del 8 de diciembre de 1941:

La temprana llegada del frío en el Frente este y las dificultades de abastecimiento que esto conlleva nos obligan a detener de inmediato toda operación ofensiva y a pasar a la defensiva. La forma en que deberá realizarse esta defensa dependerá de los objetivos que persigue, a saber:

1. Retener aquellas regiones que sean de importancia operacional o económico-militar para el enemigo.
2. Descansar y reorganizar las unidades.
3. De este modo, crear las condiciones necesarias para reemprender operaciones ofensivas a gran escala en 1942.

Por consiguiente, ordeno: [...] el Heeresgruppe Nord acortará su frente defensivo en el este y sudeste al norte del Lago Ilmen. No obstante, deberá, al mismo tiempo, denegar al enemigo la carretera y vía férrea de Tijvin a Voljovstoi y Kolchanovo, que apoyan la recuperación, refuerzo y mejora de sus posiciones en la reguíon al sur del lago de Ládoga. Solo de ese modo podremos completar, al fin, el cerco de Leningrado y establecer comunicaciones con el Ejército de Carelia finlandés.

En el eje noroeste, del frente norte soviético-alemán, las fuerzas alemanas ascendían a veintiséis divisiones de infantería, dos Panzer, dos motorizadas y tres de seguridad, estas unidades estaban concentradas principalmente al sur y al este de Leningrado. El 18.º Ejército de Georg von Küchler, con diecisiete divisiones, incluidas dos panzers y una motorizada, defendía un amplio frente que se extendía desde el sur de la cabeza de puente de Oranienbaum, pasando por Leningrado, hasta el vital corredor de Shlisselburg, al sur del lago Ládoga y después continuaba hacia el sureste, hasta el río Vóljov en los alrededores de Kírishi. El 16.º Ejército de Ernst Busch, con once divisiones, una de ellas motorizada, defendía un frente que se extendía 350 kilómetros desde el río Vóljov hasta el Lago Ilmen y más al este, desde Valdái hasta la ciudad de Ostashkov en las orillas del lago Seliguer.
Aunque las tropas alemanes, estaban en desventaja numérica compensaban esta debilidad con un gran número de fuertes posiciones defensivas organizados en numerosos puntos fortificados situados tanto en primera línea del frente como en profundidad. Estos puntos fuertes alemanes se apoyaban en los numerosos obstáculos naturales de la región, como lagos, ríos y humedales.

## Consecuencias
Los frentes Vóljov y Leningrado carecían de vehículos blindados, municiones de artillería, reservas, combustible y alimentos para montar operaciones ofensivas sostenidas contra el 18.º Ejército alemán. La potencia de fuego soviética inadecuada no pudo reducir el sistema alemán de puntos fuertes fortificados en los bosques. Los alemanes infligieron grandes pérdidas a las fuerzas soviéticas atacantes y obligaron al exhausto Ejército Rojo a ponerse a la defensiva. De acuerdo con el mayor general Mijaíl Jozin, Las fuerzas blindadas soviéticas y la potencia de fuego de la artillería no existían en cantidades suficientes para explotar las penetraciones y derrotar los contraataques alemanes.
De los 327 700 hombres desplegados en la batalla entre el 7 de enero y el 30 de abril de 1942, el Frente del Vóljov perdió 308 367, incluidos 95 064 muertos o desaparecidos y 213 303 heridos o enfermos.